# Óblast
Una óblast (en rus: о́бласть, plural: о́бласти; ucraïnès: о́бласть, plural: о́бласті; en búlgar о́бласт, plural: о́бласти) és el nom que es dona a algunes entitats subestatals de Bulgària, la Federació Russa, Ucraïna i la desapareguda Unió Soviètica. La paraula és femenina, coincidint amb la paraula catalana «província». El predecessor històric de l'óblast o vóblasts és la gubèrnia de l'Imperi Rus.
A Ucraïna, les óblasts (singular: о́бласть, transcrit: óblast, plural: о́бласті, transcrit: óblasti) són la divisió immediatament inferior a l'estat, i són posteriorment dividits en districtes anomenats raiony (ucraïnès, singular: райо́н, plural: райо́ни; transcrits: raion, raiony). El terme és sovint traduït com a «província» o «regió». A Ucraïna hi ha 24 óblasts, una «república autònoma» (Crimea) i dues ciutats amb estatus especial: Kíiv i Sebastòpol.
A Belarús les províncies es designen amb un terme similar, vóblasts (singular: во́бласьць, vóblasts; plural: во́бласьці, vóblastsi) i també són la divisió immediatament inferior a l'estat, seguits igualment del raion. Belarús té 6 vóblastsi més Minsk, la ciutat capital, amb estatus especial.
A Rússia, hi ha sis diferents tipus de divisions administratius immediatament inferior a l'estat, totes anomenades amb el terme genèric de «subjectes federals» (Субъекты, subiekty). A la Rússia europea, abans dels Urals, funcionen principalment les óblasts, que són posteriorment dividits, o en districtes anomenats raiony (rus: Районы), o en ókrugs municipals (Городские округа). També, però, hi ha els krai, a la Rússia europea propera als Caucas, la mar d'Azov i la mar Negra, com ara el Krasnodar Krai. A Rússia en general, hi ha un total de 46 óblasts, repartides entre Àsia i Europa, una óblast autònoma, 21 «repúbliques federals», 9 «krais», 4 «ókrugs» autònoms i 3 ciutats federals.
A Bulgària, les óblasts (Области) també són la divisió immediatament inferior a l'estat. Ara (des del 1999) hi ha 28 óblasts, que corresponen si fa no fa a les ókrugs (Окръзи) d'abans del 1987. Entre el 1987 i el 1999, hi havia 9 grans óblasts.